# Дромеозавр
Дромеозавр (лат. Dromaeosaurus) — монотипический род динозавров-теропод из подсемейства дромеозаврин семейства дромеозаврид, включающий единственный вид — Dromaeosaurus albertensis. Скелетные остатки известны из отложений формации Дайносор-Парк на территории Канады (Альберта), относящихся к кампанскому ярусу верхнего мела (80—72,8 млн лет назад).  
Несмотря на то, что дромеозавр является типовым родом семейства дромеозаврид, он известен по сравнительно скудному материалу.

## Строение

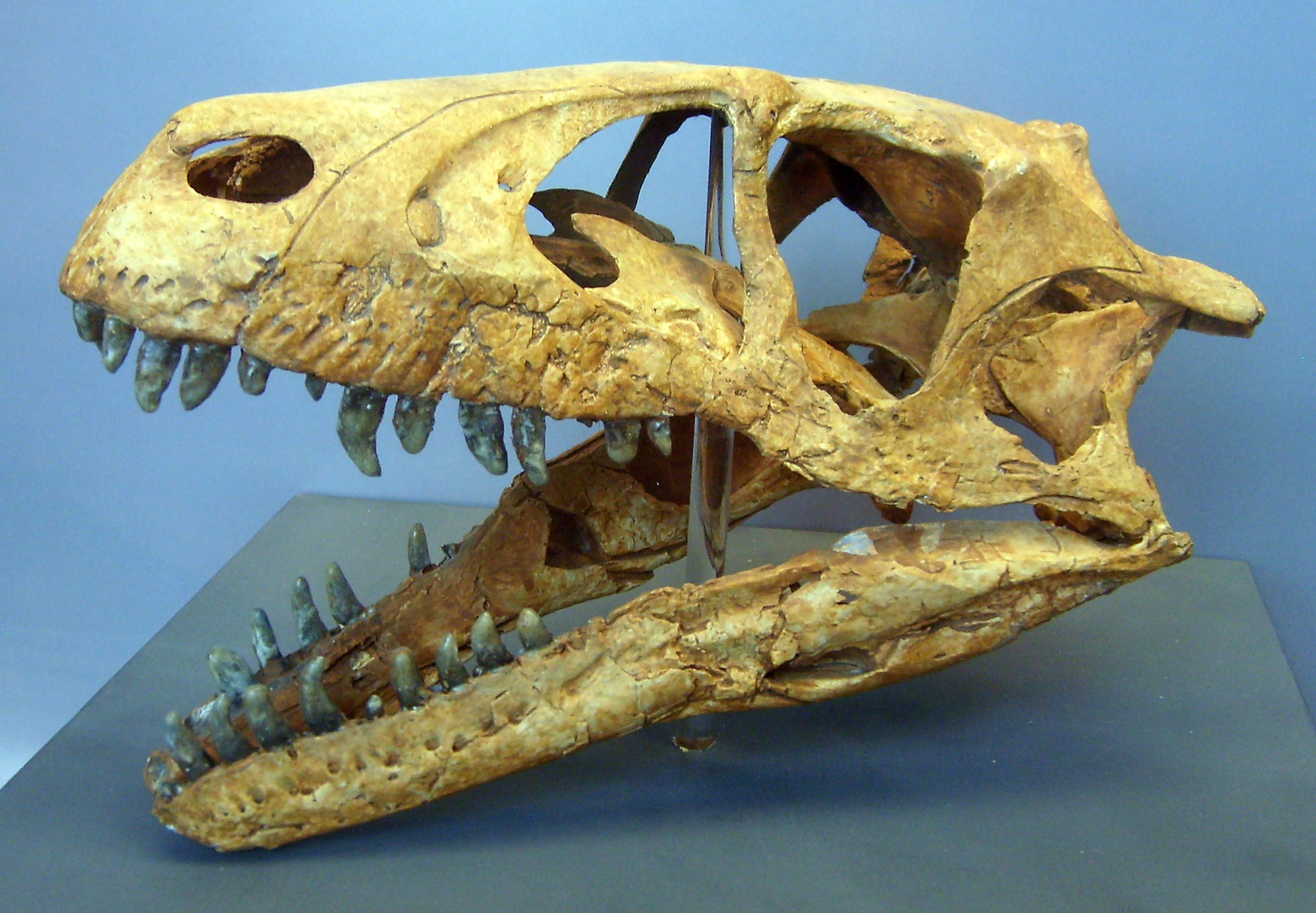
Слепок черепа дромеозавра

Дромеозавр достигал по меньшей мере 1,8 м в длину и весил около 70 кг. По сравнению со многими другими дромеозавридами такого же размера, у него был массивный череп и толстые зубы. Он мог совершать огромные прыжки на расстояние в 6—7 м. На каждой ноге дромеозавра имелся особый согнутый коготь, используемый им для лазания по деревьям и удержания жертвы. Череп также был немного короче, чем у остальных дромеозаврид и обеспечивал большую силу укуса. Глаза большие, с огромным углом обзора. Видимо, обладал превосходным зрением, а также хорошими слухом и обонянием. Его шея и хвост были гибкими, что позволяло совершать мгновенные повороты при быстром беге.

## Образ жизни
Скорее всего, дромеозавры жили поодиночке, либо неорганизованными группами. Вероятно, они питались ящерицами и мелкими млекопитающими, но в некоторых случаях могли одолеть и достаточно крупных растительноядных динозавров, о чём говорит строение их челюстей.

## Открытие
Первый дромеозавр был найден палеонтологом Барнумом Брауном в 1914 году, в провинции Альберта, Канада. Находка состояла из черепа 24 см длиной и некоторых костей ног. 
Помимо типового вида Dromaeosaurus albertensis, в прошлом к роду относили ещё несколько видов. Кроме того, дромеозавру приписывались зубы из различных геологических формаций, но ныне их отнесение к роду считается маловероятным. 